# Club Atlético Cortegana
El Club Atlético Cortegana es un club de fútbol español de la localidad de Cortegana en la provincia de Huelva, Andalucía. Fue fundado en 1934 y actualmente juega en la Tercera División Andaluza. Jugó en la Tercera DIvisión durante cuatro temporadas, entre los años 1992 y 1995, y en la temporada 2002/2003.

## Uniforme
- Uniforme titular: Camiseta verde, pantalón blanco y medias verdes.[3]

## Trayectoria
El mejor puesto en el que ha quedado en su historia es en la posición 1.º del Grupo 10 de la Tercera División, durante la temporada 1992/93
Desde la reestructuración del esquema de ligas autonómicas, el equipo ha tenido los siguientes resultados:
- 2014/2015: 10.º Segunda División Andaluza
- 2015/2016: 2.º Segunda División Andaluza
- 2016/2017: 5.º Primera División Andaluza
- 2017/2018: 12.º Primera División Andaluza
- 2018/2019: 12.º Primera División Andaluza
- 2019/2020: 5.º Segunda División Andaluza
- 2020/2021: No participó
- 2021/2022: -º Tercera División Andaluza